# Place Gabriel-Péri (Lyon)
Pour les articles homonymes, voir Place Gabriel-Péri.
La place Gabriel-Péri, appelée localement place du Pont compte tenu de sa proximité avec le pont de la Guillotière, est une place publique située à la limite des 3e arrondissement et 7e arrondissement de Lyon, en France. Situé à la croisée de plusieurs axes de communication importants, elle constitue un élément structurant important de la géographie lyonnaise.

## Histoire
Plus connue sous le nom de place du Pont, nom qu'elle doit à sa situation donnant accès au pont de la Guillotière, unique pont sur le Rhône jusqu'en 1776, la place fut longtemps un lieu de passage privilégié pour les personnes entrant à Lyon depuis la rive gauche du Rhône, en provenance d'Italie ou du Dauphiné voisin.
C'est à partir de 1820 que la topographie de la place est modifiée, à la suite de la destruction des arches orientales du pont de la Guillotière. La place est dès lors très animée car elle est bordée de commerces, brasseries, Grand Bazar et magasins.
Les 30 avril et 1er mai 1871, la place du pont et les rues attenantes sont le théâtre des derniers combats de la Commune de Lyon. Après s'être emparé de la mairie de la Guillotière (aujourd'hui au no 6 de la place), les gardes nationaux et des Lyonnais dressent des barricades dans la Grand rue de la Guillotière et le cours des Brosses (actuel cours Gambetta). L’armée arrive de Perrache, sur ordre du préfet Valentin. À deux reprises elle refuse d'ouvrir le feu à l'appel des insurgés. Puis les combats s'engagent en fin d'après-midi, et en soirée l'armée fait donner l’artillerie pour enfoncer les portes de la mairie. On compte une trentaine de morts. Les barricades tiennent jusqu'au lendemain matin, où l'on dénombre beaucoup de blessés et au moins 13 morts,.

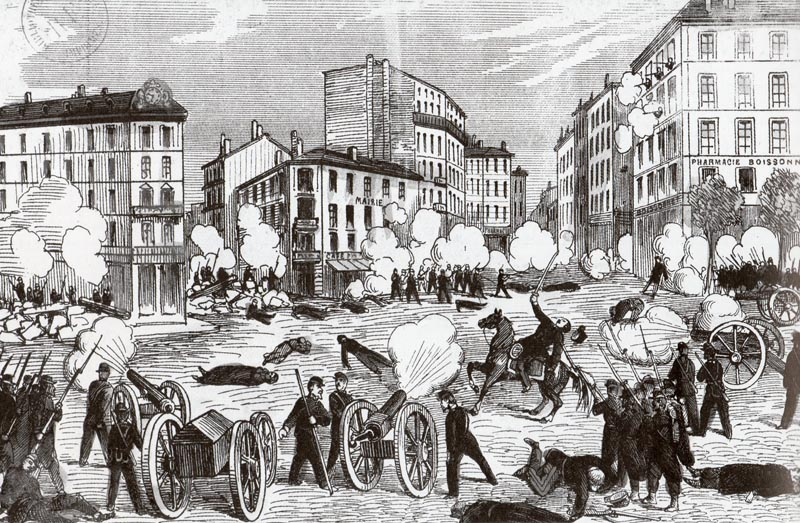
Derniers combats autour de la mairie de la Guillotière, pendant le soulèvement de la Commune de Lyon, le 30 avril 1871.

Depuis le 11 décembre 1944 (délibération municipale), la place porte le nom de Gabriel Péri, homme politique et résistant français durant la Seconde Guerre mondiale. Elle se situe aujourd'hui sur le cours Gambetta, à son intersection avec le cours de la Liberté, la rue de Marseille, la grande rue de la Guillotière, la rue Paul-Bert, la rue Moncey et la rue Marignan.
La station de métro Guillotière - Gabriel Péri qui se situe sous la place est ouverte en 1991, lors de la mise en circulation de la ligne D du métro lyonnais traversant le sous-sol de la place dans un axe est-ouest en suivant le cours Gambetta.
Le 2 janvier 2001 est mise en service la ligne T1 du tramway lyonnais qui traverse la place Gabriel-Péri dans un axe nord-sud pour joindre le cours de la Liberté et la rue de Marseille, tout en faisant un arrêt sur la place à la station Guillotière - Gabriel Péri.
Initialement nommés Guillotière, les stations de métro et de tramway ainsi que les arrêts de bus de la place sont renommés Guillotière - Gabriel Péri au début de l'année 2009, rappelant le nom de la place.

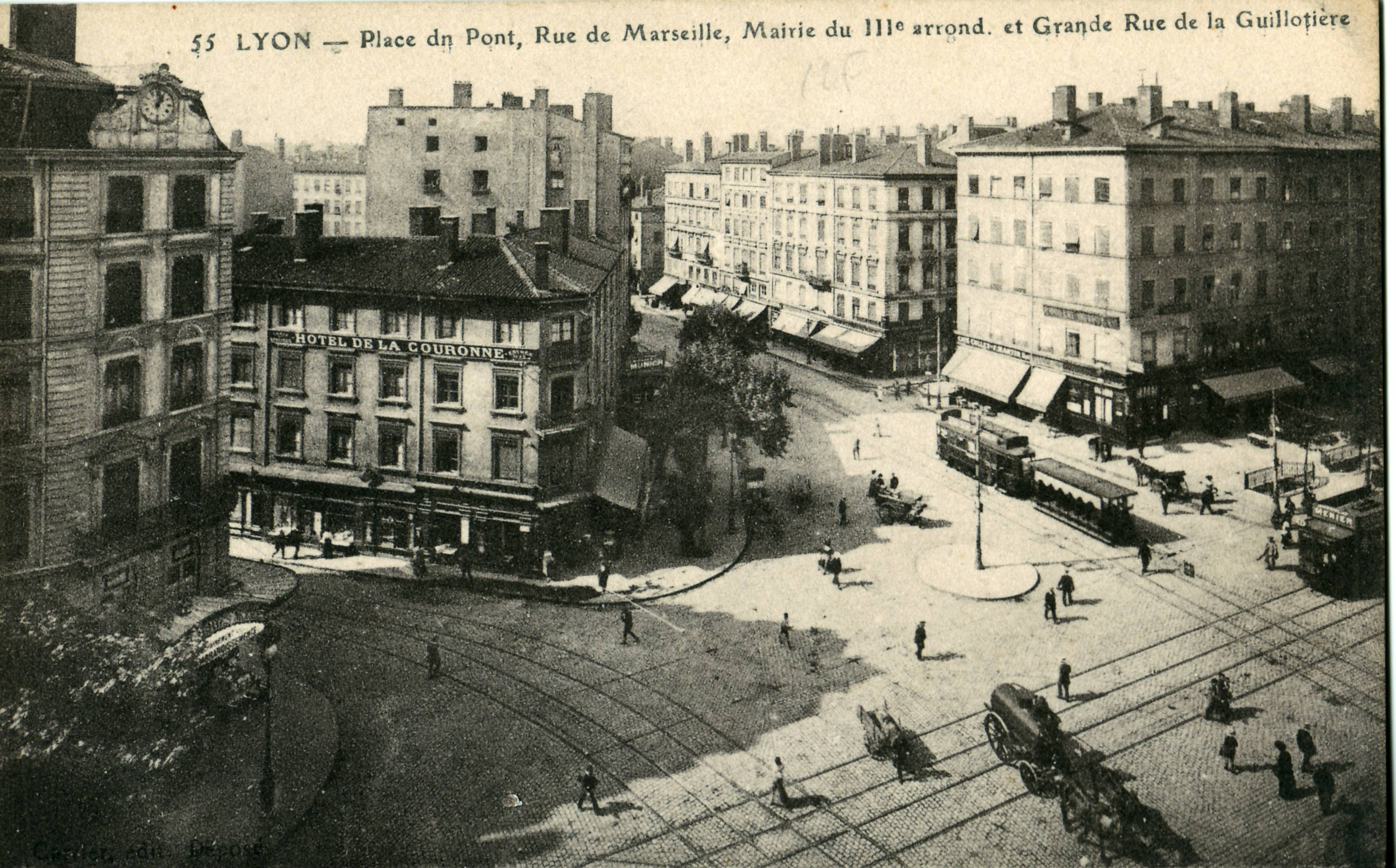
Place du Pont, rue de Marseille, mairie du 3e arrondissement et Grande rue de la Guillotière.
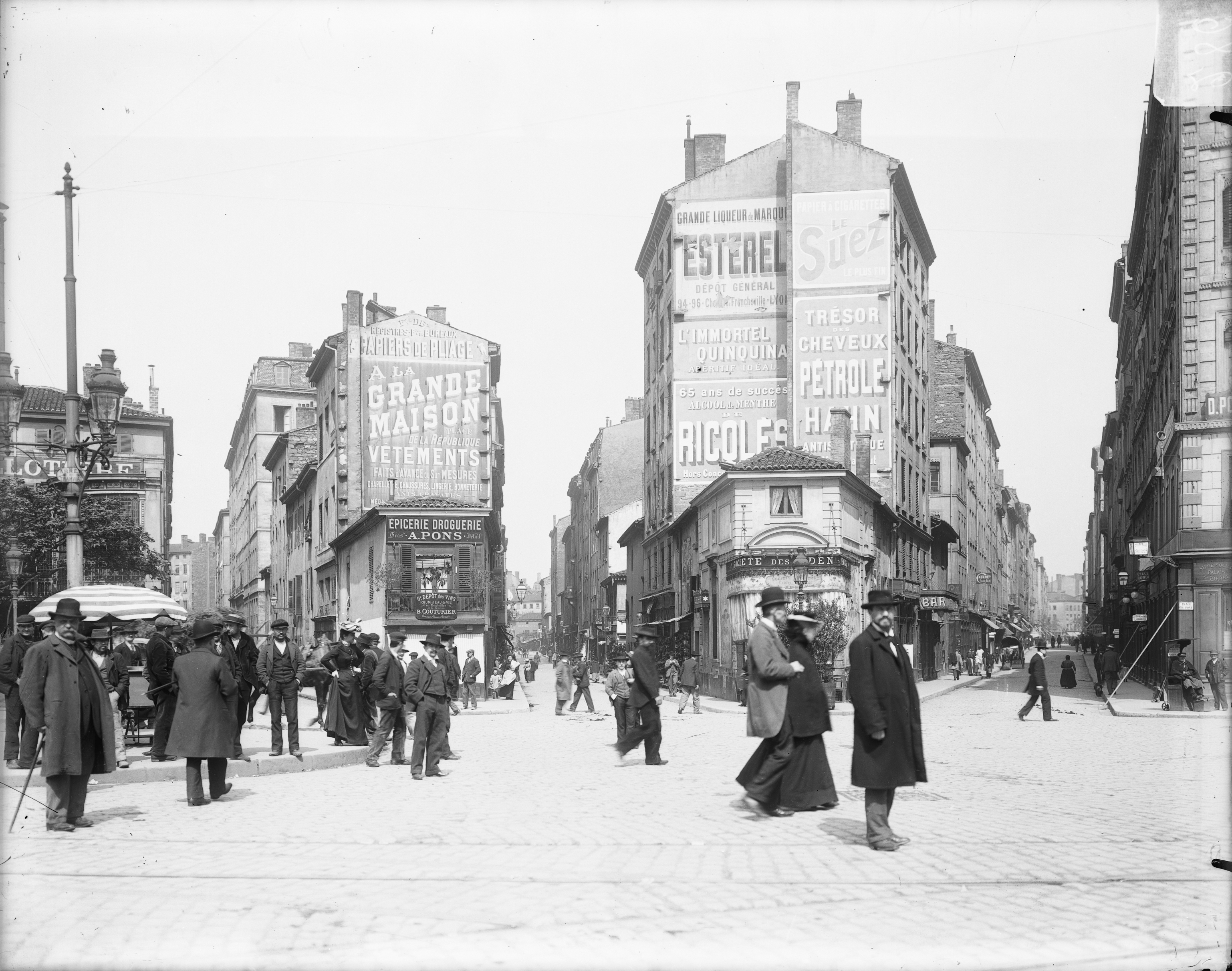
La Place du Pont vue en direction du nord est au carrefour des rues Marignan Moncey et Paul Bert

## Sites particuliers
La place comporte notamment l'immeuble de l'ancienne mairie de La Guillotière (aujourd'hui au no 6 de la place), devenue mairie du 3e arrondissement lors de l'intégration de cette commune à la ville de Lyon en 1852.

## Accès
La place Gabriel-Péri est desservie à la station Guillotière - Gabriel Péri du réseau TCL par la ligne D du métro de Lyon, la ligne T1 du tramway de Lyon, les lignes majeures de bus C9 et C12 ainsi que la ligne de nuit PL2 (Pleine Lune 2).